# ماريو ليفي
ماريو ليفي (بالتركية: Mario Levi)‏ هو صحفي وكاتب تركي، ولد في 1957 في إسطنبول في تركيا.